# ألان دبليو. بولاك
ألان دبليو. بولاك (بالإنجليزية: Alan W. Pollack) هو عالم موسيقى أمريكي، ولد في 1948.